# Erzsébet Cseszneky
Erzsébet Cseszneky (Eslovaco: Alžbeta Česneková o Csesznekyová) era una dama noble húngara en los siglos XVII-XVIII y origen nobiliario.
Las iglesias luteranas húngaras y eslovacas la consideran como su benefactora y era descendiente de los Veszprém, aunque otras fuentes aseguran que devenía de Nemesvarbók de la familia Cseszneky. Su familia empobreció y por esto y a pesar de su noble linaje, se casó con el carnicero eslovaco de Nagyócsa, Mátyás Bél-Funtik (Eslovaco: Matej Bel-Funtík). Se establecieron en el condado de Zólyom, y en 1684 dio a luz a su hijo Mátyás Bél (Matej Bel), el famoso escritor, historiador, y teólogo luterano. 